# Кёрши
Кёрши (каз.Көрші - сосед, кит.友邻 - youlin) — казахский журнал, печатается на кириллице, выходит с 2006 года в Синьцзян-Уйгурском АР Китая. Главный редактор: Мурат Мухтарович Ауэзов, сын Мухтара Омархановича Ауэзова.
В составе редакционной коллегии также:
- Клара Шайсултановна Хафизова — директор Центра стратегических и международных исследований университета «Кайнар» (Казахстан)